# Dalila Boudjemaâ
Dalila Boudjemaâ (arabe: دليلة بوجمعة) est une ingénieure agronome et femme politique algérienne.

## Biographie
Nommée secrétaire d'État auprès du ministre de l'Aménagement du territoire, de l'Environnement et de la Ville chargée de l'Environnement le 4 septembre 2012 dans le premier gouvernement d'Abdelmalek Sellal, elle devient ministre de l'Aménagement du territoire et de l'Environnement lors du remaniement du 11 septembre 2013 et conserve son poste lors de celui du 5 mai 2014. 
Elle perd son poste le 14 mai 2015, lorsque son ministère est scindé en deux,.
Elle est nommée à nouveau ministre de l'Environnement dans le Gouvernement Djerad III le 21 février 2021.

## Prises de position
Elle se prononce en faveur de l'exploitation des gaz de schiste en affirmant que celle-ci n'a « aucun impact sur l'environnement ».